# Iguaraci
Iguaraci is een gemeente in de Braziliaanse deelstaat Pernambuco. De gemeente telt 12.397 inwoners (schatting 2009).